# 4-Амино-5-гидроксинафталин-2,7-дисульфокислота
4-Амино-5-гидроксинафталин-2,7-дисульфокислота (H-кислота, Аш-кислота) — органическое соединение с химической формулой C10H9NO7S2, используется как промежуточный продукт в синтезе красителей.

## Получение
H-кислоту получают из 2-нафталинсульфокислоты последовательностью реакций:
- дисульфирование в олеуме;
- нитрование полученной нафталин-1,3,6-трисульфокислоты;
- восстановление полученного нитросоединения железом до амина (кислоты Коха);
- гидролиз кислоты Коха щелочным плавлением с 30 % раствором едкого натра в автоклаве при 180 °C.

{\displaystyle {\xrightarrow[{\mathrm {45\;^{\circ }C} }]{\mathrm {oleum,\;60\%} }}}{\displaystyle {\xrightarrow {\mathrm {HNO_{3}} }}}{\displaystyle {\xrightarrow {\mathrm {Fe} }}}{\displaystyle {\xrightarrow[{\mathrm {180\;^{\circ }C} }]{\mathrm {NaOH} }}}

## Применение
Используется в синтезе около пятидесяти видов красителей.